# World Online
World Online war ein europäischer Internetdienstanbieter, der einen Internetzugang, einen kostenlosen E-Mail-Dienst sowie kostenlosen SMS-Versand angeboten hatte.

## Geschichte
Eine der größten Stärken von World Online lag in der Kooperation des Tochterunternehmens 12Move mit dem Mineralöl-Unternehmen Shell, durch die der Internet Service Provider sehr schnell in Europa Fuß fassen und die Kosten für die Kundenakquise niedrig halten konnte.
World Online wurde im April 2001 vom italienischen Internetdienstanbieter Tiscali übernommen. Durch diese Transaktion stieg Tiscali mit über 1,8 Millionen aktiven Kunden (Stand: 31. März 2001) zum drittgrößten Internet-Provider im deutschen Markt auf.